# Mikaël Silvestre
Mikaël Silvestre (ur. 9 sierpnia 1977 w Chambray-lès-Tours) – francuski piłkarz, grał na pozycji obrońcy.
Zaczął swoją karierę we francuskim klubie Stade Rennais w sezonie 1995/96. Czas w klubie pomógł mu zbudować reputację. W sezonie 1997/98 przeszedł do Interu Mediolan. Zagrał 18 ligowych spotkań dla Interu i w 6 Europejskich Pucharach. Silvestre przeszedł do Manchesteru United 10 września 1999 za £3,500,500. 20 sierpnia 2008 Silvestre przeszedł do Arsenalu za około £750.000.
Silvestre gra na środku lub lewej obronie, chociaż preferuje grę na środku. Jego pierwszy sezon w Manchesterze Utd nie był wyjątkowy; wchodził za Ronny’ego Johnsena obok Jaapa Stama; jednak wkrótce wywalczył sobie miejsce w podstawowym składzie. Krytykowano go za jego występ na Euro 2004, gdzie podarował karne Anglii i Chorwacji, zanim Francja została wyeliminowana przez Grecję w ćwierćfinałach.
Karierę Silvestre’a wkrótce zaczęły hamować częste kontuzje, przez co stracił miejsce w podstawowej jedenastce Manchesteru United. Latem 2008 roku Francuz uznał, że najwyższy czas zmienić klub na taki, w którym będzie mógł grać. Media spekulowały o błyskawicznym transferze do Sunderlandu za niską cenę, Mikaël miał nawet uczestniczyć w testach medycznych, jednak gdy tylko zainteresował się nim Arsenal, natychmiast zmienił zdanie i podpisał kontrakt z drużyną z Emirates Stadium. W barwch Arsenalu Silvestre rozegrał 26 spotkań oraz zdobył 3 bramki. Z końcem czerwca 2010 roku wygasł kontrakt z klubem z Emirates Stadium.
30 sierpnia 2010 roku podpisał dwuletni kontrakt z Werderem Brema.
Od 19 stycznia 2013 roku jest zawodnikiem Portland Timbers, z którym podpisał dwuletni kontrakt. Drużyna gra w MLS.